# Gmina Radzyń Chełmiński
Die Gmina Radzyń Chełmiński ist eine Stadt-und-Land-Gemeinde im Powiat Grudziądzki der Woiwodschaft Kujawien-Pommern in Polen. Ihr Sitz ist die gleichnamige Kleinstadt (deutsch Rehden) mit etwa 1900 Einwohnern. 

## Geographie
Die Gemeinde liegt im Kulmerland, etwa 30 Kilometer östlich von der Stadt Chełmno (Kulm). Sie grenzt im Westen an die Landgemeinde Grudziądz. Die Stadt Grudziądz (Graudenz) selbst liegt zehn Kilometer nordwestlich.

## Geschichte

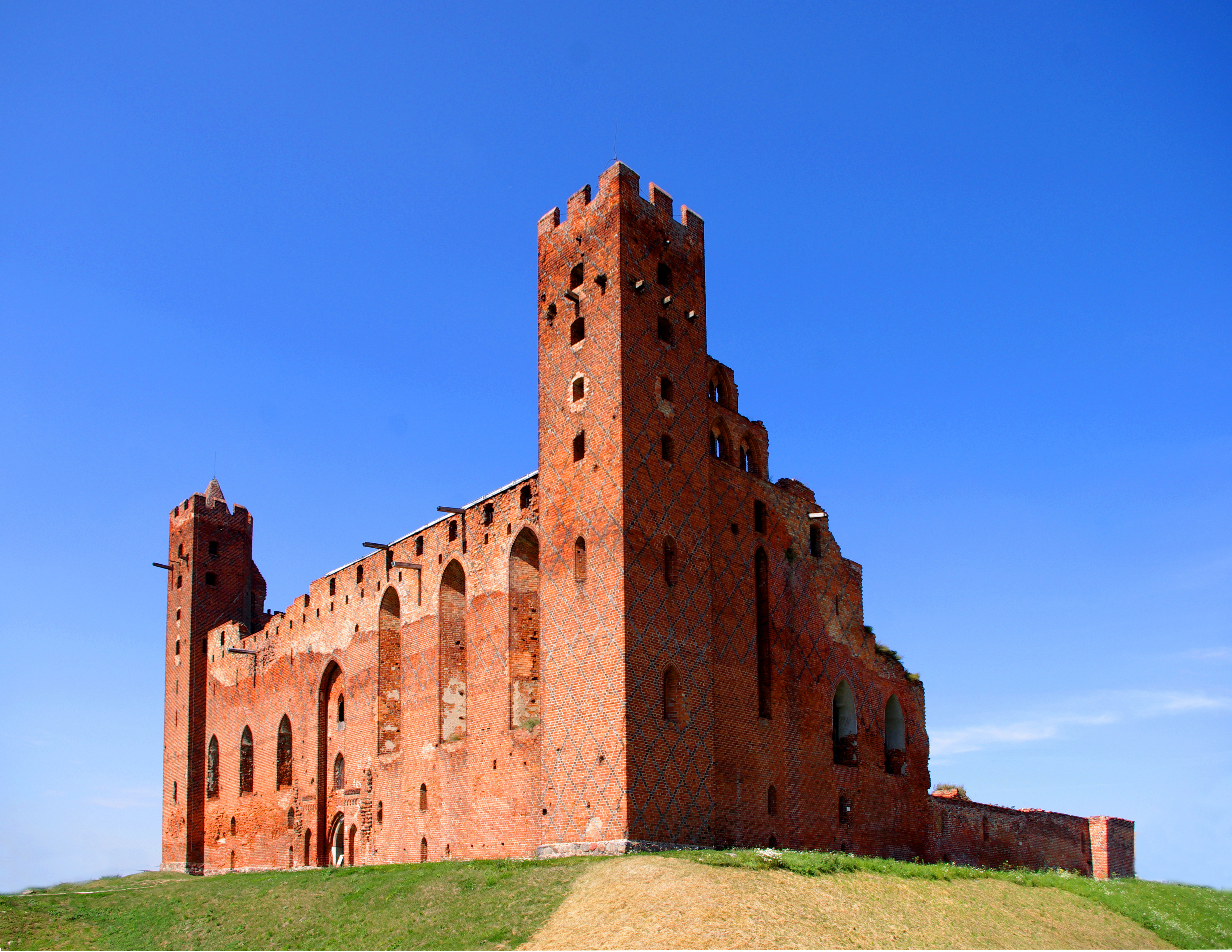
Ruine der Ordensburg Rehden

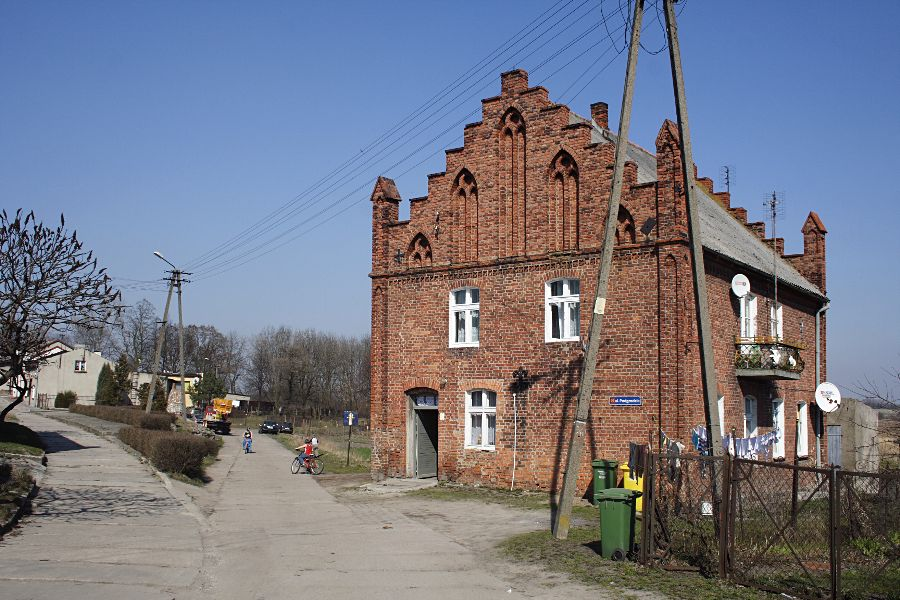
Ehemalige Synagoge

Im Rahmen der Ersten Teilung Polens 1772 kam das Gemeindegebiet an Preußen. Im Jahr 1919 wurde es Teil des wiederentstandenen Polen und war von 1939 bis 1945 im Zweiten Weltkrieg deutsch besetzt. Noch vor Kriegsende kam das Gebiet wieder an Polen. Von 1934 bis 1954 bestand neben der Stadtgemeinde die Landgemeinde Radzyn.
Die Landgemeinde wurde 1973 neu gebildet, 1975 kam die Stadtgemeinde hinzu und die Gemeinde erhielt ihren heutigen Status. Von 1975 bis 1998 gehörte sie zur Woiwodschaft Thorn.

## Gliederung
Die Stadt-und-Land-Gemeinde besteht aus der Stadt und 15 Dörfern mit Schulzenämtern:
Czeczewo, Dębieniec, Gawłowice, Gołębiewo, Kneblowo, Mazanki, Nowy Dwór, Radzyń-Wieś, Radzyń-Wybudowanie, Rywałd, Stara Ruda, Szumiłowo, Zakrzewo und Zielnowo.
Weitere Ortschaften und Weiler sind:
Fijewo, Gziki, Janowo, Rozental und Wymysłowo.

## Sehenswürdigkeiten
- Ruinen der 1234 erbauten Ordensburg Rehden
- Ehemalige Synagoge in Radzyń Chełmiński
- Lochstab von Gołębiewo, Kultstab der Mittelsteinzeit im Frater-Władysław-Łęga-Museum in Grudziądz.